# Alabama Central

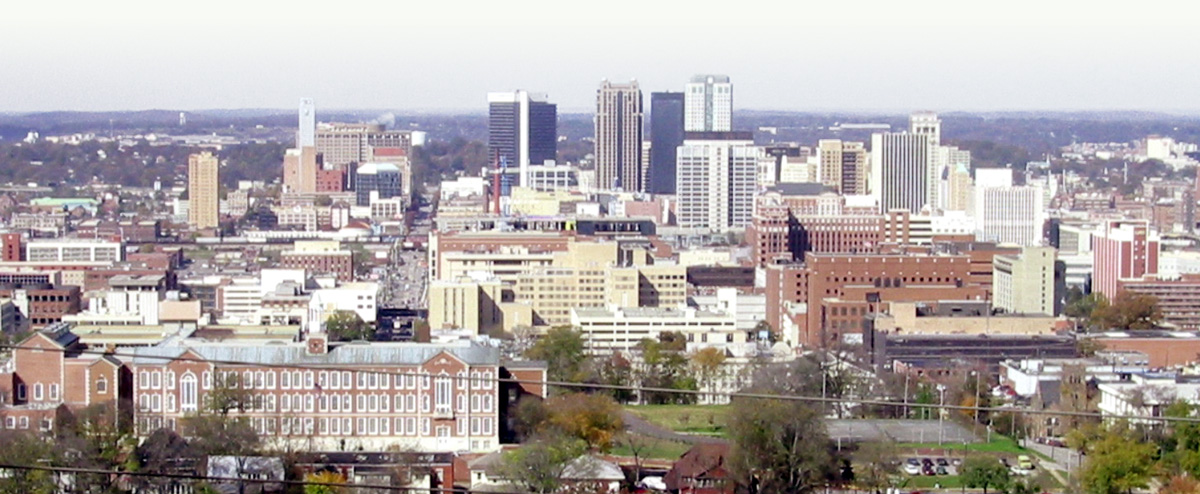
Birmingham, o coração económico da região Central do Alabama

Alabama Central  é uma das regiões do estado do Alabama, que se estende por aproximadamente 270 km, fazebdi fronteira com o Mississippi, fronteira a leste com a Geórgia. Tem uma população de 1.870.970 habitantes em 2008.